# Juan Ignacio Moreno y Maisonave
Juan de la Cruz Ignacio Moreno y Maisanove (Ciudad de Guatemala, 24 de novembro de 1817 - Toledo, 8 de agosto de 1884) foi um sacerdote guatemalteco-espanhol que chegou a ser cardeal.
Segue-se a lista de seus cargos religiosos:
- Foi bispo de Oviedo, de 1857 a 1863.
- Foi arcebispo de Valladolid, de 1863 a 1875.
- Foi arcebispo de Toledo, de 1875 a 1874.
- Foi cardeal, de 1868 a 1884.

Faleceu em Toledo, em agosto de 1884, aos 70 anos.